# Zuhatagi réce

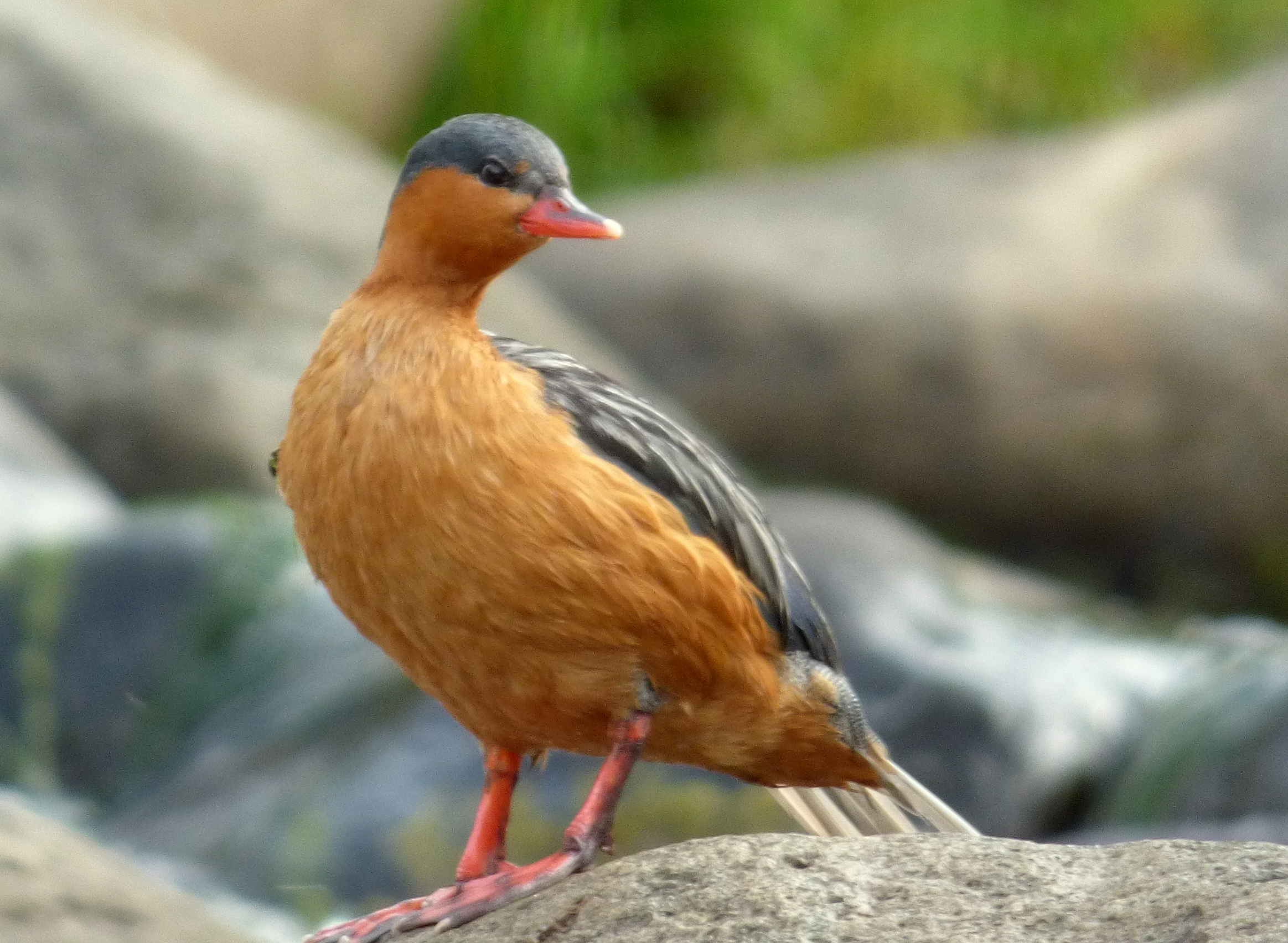
Tojó

A zuhatagi réce vagy más néven örvényréce (Merganetta armata) a lúdalakúak (Anseriformes) rendjébe, ezen belül a récefélék (Anatidae) családjába tartozó faj.

## Elterjedése
Dél-Amerikában, az Andok-hegységben 4300 méteres magasságig előfordul, kizárólag sebes folyók és gyors folyású patakok mentén.

## Alfajai
- Merganetta armata colombiana – Kolumbia
- Merganetta armata leucogenis – Peru
- Merganetta armata armata – Chile

## Megjelenése
Teljes hossza 43 centiméter, testtömege 440 gramm. A tojó kisebb mint a hím. Vörös csőre és lába van. Feje teteje és szemsávja fekete, feje fehér. Hosszú, kemény farka van, amivel a vízben irányítja magát. Szárnya hajlatában 13 centiméteres szarunyúlvány található.

## Életmódja
Vízbe veti magát, így vadászik kisebb halakra, rovarlárvákra. A víz felszínén is gyorsan úszik.

## Szaporodása
Sziklákra rakja fészkét. Fészekalja 3-4 tojásból áll, melyen 40-44 napig kotlik.